# Liste der Namenstage/P
| Vorname    | Geschlecht | Datum |
| ---------- | ---------- | --- |
| Pamela     | w          | 16. Februar |
| Pankratius | m          | 12. Mai |
| Pascal     | m          | 17. Mai |
| Patricia   | w          | 13. März, 25. August, 14. September                                                                                  |
| Patrick    | m          | 17. März |
| Paul       | m          | 6. Februar, 19. Oktober                                                                                              |
| Paula      | w          | 20. Januar, 26. Januar, 3. Juni                                                                                      |
| Pauline    | w          | 13. März, 30. April                                                                                                  |
| Paulus     | m          | 10. Januar, 13. April, 26. Juni, 29. Juni                                                                            |
| Pega       | w          | 6. Januar |
| Peter      | m          | 23. Juni, 29. Juni, 21. Dezember                                                                                     |
| Petra      | w          | 29. Juni |
| Petrus     | m          | 21. Februar, 27. April, 2. Juni, 2. Juli, 30. Juli, 1. August, 25. September, 19. Oktober, 9. Dezember, 19. Dezember |
| Philipp    | m          | 8. Februar, 3. Mai, 26. Mai, 16. Oktober, 18. Dezember                                                               |
| Pia        | w          | 6. Januar, 19. Januar                                                                                                |
| Pierre     | m          | 28. April, 9. Dezember                                                                                               |
| Pilar      | w          | 12. Oktober |
| Pirmin     | m          | 3. November |
| Pius       | m          | 15. März, 30. April, 21. August                                                                                      |
| Placido    | m          | 5. Oktober |
| Prisca     | w          | 18. Januar |
| Priska     | w          | 18. Januar |